# Río Cuja
El río Cuja es uno de los ríos del departamento de Cundinamarca, en el centro de Colombia. Es el segundo eje fluvial de la subcuenca río Cuja. No es navegable. Desemboca en el Río Sumapaz, que a su vez desemboca en el Río Magdalena.
Tiene una longitud aproximada de 48.4 km. Nace sobre los 3730 metros y desemboca en el río Sumapaz sobre los 470 metros en los municipios de Fusagasugá y Arbeláez.

## Perfil
El río Cuja tiene una longitud aproximada de 48.408 km. Nace sobre los 3730 m s. n. m. y desemboca en el río Sumapaz sobre los 470 m s. n. m. en los municipios de Arbeláez y Fusagasugá. Está conformado por los ríos Batán 